# Orchidactyla jeanpertii
Orchidactyla jeanpertii là một loài thực vật có hoa trong họ Lan. Loài này được (Camus) Borsos & Soó mô tả khoa học đầu tiên năm 1966.